# Mount Isarog
Mount Isarog is een dode stratovulkaan op het Bicolschiereiland in het zuiden van Luzon (Filipijnen), in de provincie Camarines Sur. De vulkaan is ontstaan door subductie van de Filipijnse plaat vanaf het Plioceen en is de hoogste beboste berg op het Bicolschiereiland. De berg is een nationaal park.
De droge tijd op de vulkaan loopt van januari tot mei, de natte tijd van juni tot december. In de maanden september tot december komen vaak stormen voor. In Naga City, bij de voet van de berg, bedraagt de gemiddelde jaarlijkse neerslag 235 cm, op 1650 m is dat naar schatting 12 m. In 1993-1994 bedroeg de temperatuur op 1550 m hoogte 10,0°C (februari 1994) tot 24,5°C (maart 1994). In de laaglanden bedroeg de gemiddelde minimumtemperatuur per maand 20,9°C tot 22,1°C en de gemiddelde maximumtemperatuur per maand 29,9°C tot 34,8°C.
De bergregenwouden op de hellingen van Mount Isarog herbergen een diverse fauna. Er zijn bijvoorbeeld minstens drie endemische zoogdieren (Archboldomys luzonensis, Rhynchomys isarogensis en Chrotomys gonzalesi).
Tot nu toe zijn de volgende zoogdieren op Mount Isarog gevonden:
| - Insecteneters (Eulipotyphla) - Crocidura grayi - Muskusspitsmuis (Suncus murinus) (geïntroduceerd) - Vleermuizen (Chiroptera) - Cynopterus brachyotis - Desmalopex leucopterus - Grottenvleerhond (Eonycteris spelaea) - Haplonycteris fischeri - Harpyionycteris whiteheadi - Kleine langtongvleerhond (Macroglossus minimus) - Otopteropus cartilagonodus - Ptenochirus jagori - Pteropus hypomelanus - Kalong (Pteropus vampyrus) - Rousettus amplexicaudatus - Emballonura alecto - Reuzenoorvleermuis (Megaderma spasma) - Hipposideros bicolor - Hipposideros diadema - Hipposideros obscurus - Hipposideros pygmaeus - Rhinolophus arcuatus - Rhinolophus inops - Harpiocephalus harpia - Kerivoula hardwickii - Langvleugelvleermuis (Miniopterus schreibersii) - Murina cyclotis - Myotis formosus - Myotis muricola - Philetor brachypterus - Pipistrellus javanicus | - Primaten (Primates) - Java-aap (Macaca fascicularis) - Knaagdieren (Rodentia) - Apomys microdon - Apomys aff. musculus - Archboldomys luzonensis - Batomys granti - Bullimus luzonicus - Chrotomys gonzalesi - Huismuis (Mus musculus) (geïntroduceerd) - Bonte reuzenschorsrat (Phloeomys cumingi) - Rattus everetti - Polynesische rat (Rattus exulans) (geïntroduceerd) - Aziatische zwarte rat (Rattus tanezumi) (geïntroduceerd) - Rhynchomys isarogensis - Roofdieren (Carnivora) - Loewak (Paradoxurus hermaphroditus) - Evenhoevigen (Artiodactyla) - Filipijns wrattenzwijn (Sus philippensis) - Filipijnse sambar (Cervus mariannus) |